# 小林日出夫 (政治家)
小林 日出夫（こばやし ひでお、1946年5月30日 - 2009年9月17日）は日本の政治家。実業家。福島県西白河郡泉崎村長（2000年 - 2009年、3期）。

## 来歴
福島県西白河郡泉崎村出身。日本大学東北工業高等学校（現・日本大学東北高等学校）卒。泉崎村野球協会会長、村商工会理事、村農業委員、村体育指導員などを務め、泉崎村で会社を経営していたが2000年1月、当時の泉崎村長が不祥事で辞職。2月に泉崎村村長選挙に出馬し、次点と46票差の僅差で当選する。
それまでは行政に携わったことがなく村の財政についてもよく知らなかったが、登庁後に財政破綻している村の状況を知る。バブルが崩壊したため村にある197区画の天王台ニュータウンがほぼ売れず12億円の借金を抱えていた。職員や村民らとともに自主再建の道を選び、村から首都圏に東北新幹線を利用して通勤する住民に3年間の定期代を補助するなどで区画を5年間で半分以上も売り切った結果、村の赤字を半減させることに成功した。
2007年12月には4日かけて泉崎村から東京都銀座まで歩き、村の住宅団地の販売をPRした。
2009年9月18日朝、自宅の布団の中で死亡しているのが家族によって発見される。63歳。3期目途中の出来事であった。死亡推定時刻は前日17日午後10時30分頃。17日は会合から午後8時過ぎ自宅へ帰宅し、午後9時半頃就寝したという。死因は心筋梗塞。死没日をもって旭日単光章追贈。

## テレビ番組
- 日経スペシャル ガイアの夜明け 「団塊さん　いらっしゃい」 ～大定年時代の人口争奪戦～（2006年1月31日、テレビ東京）[5]。